# Atmel
Atmel Corporation (Akronym für englisch advanced technology for memory and logic) war ein US-amerikanischer Hersteller von integrierten Schaltungen mit Sitz in San José im Bundesstaat Kalifornien.

Historisches Logo

## Geschichte
Atmel entwickelte und produzierte seit seiner Gründung im Jahre 1984 Mikrocontroller (z. B. die AVR-Familie sowie weiterentwickelte 8051-Controller mit Flash-Speicher), programmierbare logische Schaltungen, nicht-flüchtige Halbleiterspeicher, sowie Mixed-Signal- und Funk-Komponenten.
Die Produkte wurden als Standardprodukte (Commodities), Applikationsspezifische Standardprodukte (ASSP) oder anwendungsspezifische integrierte Schaltungen (ASIC) vermarktet.
Eine im September 2015 vereinbarte Übernahme durch das deutsch-britische Unternehmen Dialog Semiconductor für 4,6 Milliarden US-Dollar wurde im Januar 2016 abgebrochen. Der als zu hoch kritisierte Kaufpreis war von Microchip Technology überboten worden. Für das Nicht-Zustandekommen der Übernahme zahlte Atmel eine Vertragsstrafe von 137 Millionen Euro an Dialog. Schließlich übernahm Microchip Atmel 2016 für 3,6 Milliarden US-Dollar. Dies wurde im April 2016 abgeschlossen.

## Fabriken
Atmel besaß eine Halbleiterproduktionsstätte:
- Fab5 in Colorado Springs (USA)

Fünf weitere Produktionsstätten wurden bis Mitte 2010 verkauft:
- Die Produktionsstätte in Grenoble (Frankreich) wurde im Juli 2006 an e2v Technologies (UK) verkauft.[6]
- Die Wafer-Fertigung in Irving (USA) wurde im Mai 2007 verkauft.[7]
- Fab9 in North Tyneside (England) wurde im Mai 2008 an TSMC verkauft.[8]
- Fab6 in Heilbronn (Deutschland) wurde im Dezember 2008 an Tejas Silicon Holdings (UK) Ltd. verkauft.[9]
- Fab7 in Rousset (Frankreich) wurde im Juli 2010 an LFoundry verkauft.[10]